# Elegia fallax
Elegia fallax là một loài bướm đêm thuộc họ Pyralidae. Loài này có ở Tây Ban Nha, Bồ Đào Nha, Pháp, Ý, Croatia, cộng hòa Séc, Slovenia, Hungary, România, Bulgaria, Macedonia và Hy Lạp. Nó cũng được tìm thấy ở quần đảo Channel năm 2005.
Sải cánh dài 17–19 mm.
Ấu trùng ăn các loài Quercus.